# Золотые ворота (Элиста)
Золотые ворота (калм. Алтн босх) — буддийское архитектурное сооружение, находящееся в Элисте, Калмыкия. Находится недалеко от площади Ленина на аллее Героев.
Золотые ворота были установлены в 1998 году. Автор — художник Н. Борисов.
Высота сооружения составляет 15 метров. На Золотых воротах находятся 28 картин, иллюстрирующих прошлую и современную историю калмыцкого народа.